# 크롬 존

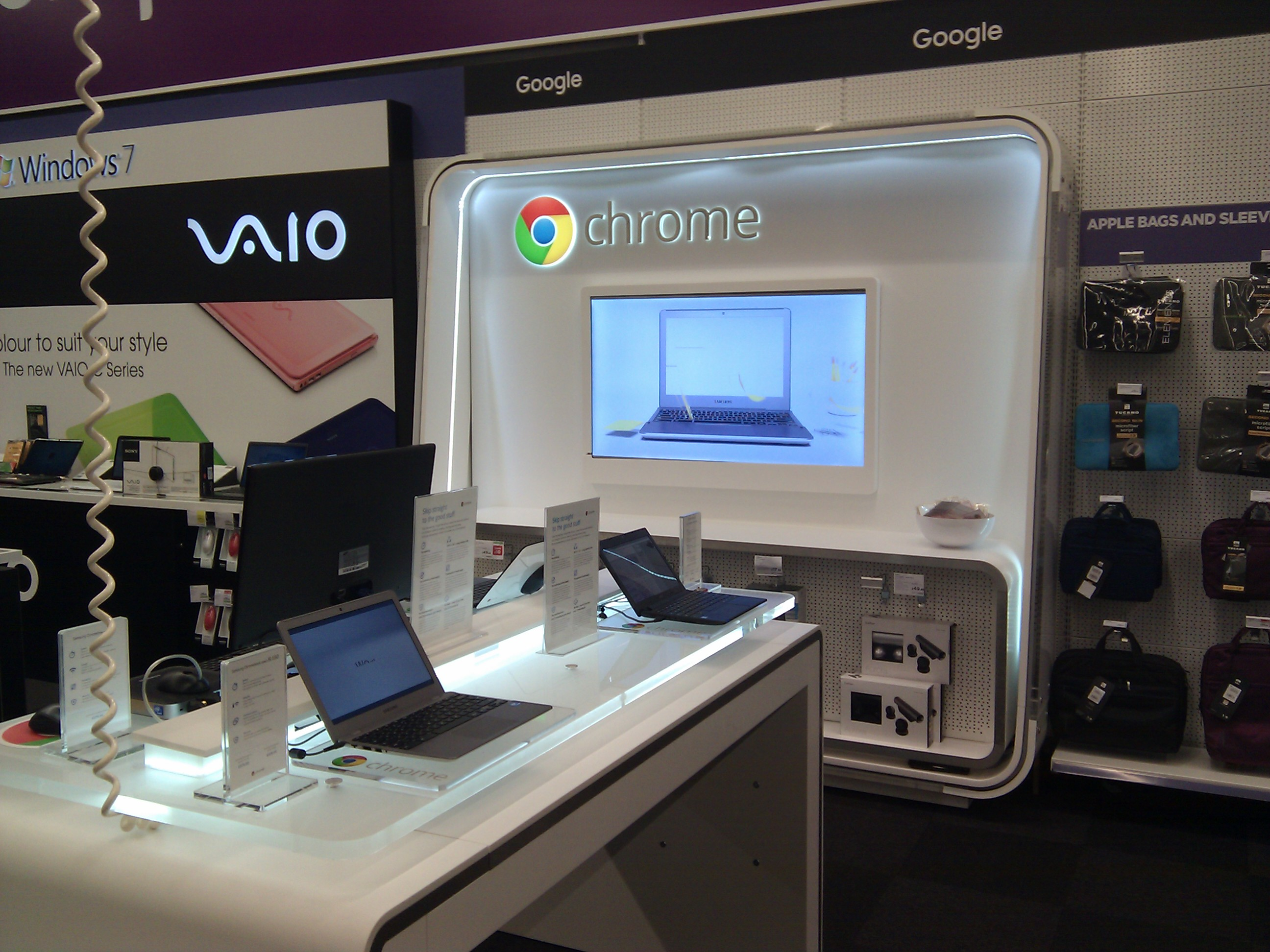
뉴몰든 PC 월드의 크롬 존 스토어

크롬 존(Chrome Zone)은 구글이 소유한 소매점 체인이다. 운영한지 수년 내 오직 2개의 브랜치만 개장되었는데 하나는 2011년 9월 말 잉글랜드 런던 토트넘 코트 로드에 위치한 PC 월드에, 다른 하나는 같은 해 10월 7일 에식스주의 스토어에서 열렸다.
크롬 존은 크롬 OS와 액세서리를 구동하였던 크롬북을 판매했다. 런던과 에섹스 점만이 추후 여러 해에 걸쳐 국제적으로 추가 개장될 유일한 최초의 미니숍이 될 것으로 발표되었다. 그러나 잉글랜드에는 이 둘 외에 추가 크롬 존 지점이 개장되지 않았으며 모든 크롬 존 스토어는 최종적으로 모두 문을 닫았다.

## 기능
크롬 존의 유일한 제품은 크롬 OS를 구동하고 삼성그룹과 에이서가 제조한, 특별히 설계된 노트북 크롬북, 그리고 노트북과 함께 판매되는 액세서리들이었다.
크롬 존 숍의 내부는 밝은 색의 현대적인 느낌을 주었으며 구글의 시그너처 색 팔레트가 함께했다.